# Long Lake
|  | Per a altres significats, vegeu «Long Lake (Minnesota)». |

Long Lake (en dakota: mdé háŋska;"llac llarg") és un poble del Comtat de McPherson (Dakota del Sud, EUA). Segons el cens dels Estats Units del 2020 tenia una població de. El poble pren el nom del llac homònim Long Lake.

## Demografia
Segons el cens del 2000 Long Lake tenia 58 habitants., 29 habitatges, i 12 famílies. La densitat de població era de 80 habitants per km².
Dels 29 habitatges en un 20,7% hi vivien nens de menys de 18 anys, en un 37,9% hi vivien parelles casades, en un 6,9% dones solteres, i en un 55,2% no eren unitats familiars. En el 51,7% dels habitatges hi vivien persones soles el 34,5% de les quals corresponia a persones de 65 anys o més que vivien soles. El nombre mitjà de persones vivint en cada habitatge era de 2 i el nombre mitjà de persones que vivien en cada família era de 3,15.
Per edats la població es repartia de la següent manera: un 27,6% tenia menys de 18 anys, un 8,6% entre 18 i 24, un 10,3% entre 25 i 44, un 24,1% de 45 a 60 i un 29,3% 65 anys o més.
L'edat mediana era de 48 anys. Per cada 100 dones de 18 o més anys hi havia 82,6 homes.
La renda mediana per habitatge era d'11.563 $ i la renda mediana per família de 16.250 $. Els homes tenien una renda mediana de 16.750 $ mentre que les dones 11.250 $. La renda per capita de la població era de 8.268 $. Entorn del 53,8% de les famílies i el 60% de la població estaven per davall del llindar de pobresa.

## Poblacions properes
El següent diagrama mostra les poblacions més properes.